# Кенбай (Сагизский сельский округ)
Кенбай (каз. Кенбай) — село в Кзылкогинском районе Атырауской области Казахстана. Входит в состав Сагизского сельского округа. Код КАТО — 234853400.
В 10 км к востоку находится Кенбайское месторождение нефти и газа.

## Население
В 1999 году население села составляло 294 человека (148 мужчин и 146 женщин). По данным переписи 2009 года, в селе проживало 167 человек (80 мужчин и 87 женщин).